# Paludicella pentagonalis
Paludicella pentagonalis är en mossdjursart som beskrevs av Annandale 1916. Paludicella pentagonalis ingår i släktet Paludicella och familjen Paludicellidae. Inga underarter finns listade i Catalogue of Life.